# Djibo
Djibo é uma cidade burquinense, capital da província de Soum. Em 2012, sua população estava próximo de 36 839 habitantes.